# Resolutie 1425 Veiligheidsraad Verenigde Naties
Resolutie 1425 van de Veiligheidsraad van de Verenigde Naties werd op 22 juli 2002 unaniem door de VN-Veiligheidsraad aangenomen.

## Achtergrond
In 1960 werden de voormalige kolonies Brits Somaliland en Italiaans Somaliland onafhankelijk en
samengevoegd tot Somalië. In 1969 greep het leger de macht en werd Somalië een socialistisch-islamitisch
land. In de jaren 1980 leidde het verzet tegen het totalitair geworden regime tot een
burgeroorlog en in 1991 viel het centrale regime. Vanaf dan beheersten verschillende groeperingen elke
een deel van het land en enkele delen scheurden zich ook af van Somalië.

## Inhoud

### Waarnemingen
De Veiligheidsraad herinnerde aan het wapenembargo dat in 1992 met resolutie 733 tegen Somalië was ingesteld. Desondanks bleven de wapens het land binnenstromen, waardoor de vrede er in het gedrang kwam.

### Handelingen
Het wapenembargo verbood het financieren van leveringen van en militaire uitrusting, alsook technisch advies, financiële hulp of andere vormen van bijstand en militaire opleidingen.
De secretaris-generaal werd gevraagd een panel van drie experts op te zetten om gedurende zes maanden de schendingen van het wapenembargo te onderzoeken en daarbij alle mogelijke informatiebronnen te benutten. De experts moesten ook bekijken in hoeverre de landen in de buurt van Somalië in staat waren het embargo uit te voeren en aanbevelingen doen om het embargo te versterken.
Alle landen en de overgangsregering van Somalië werd gevraagd mee te werken met het panel door alle gevraagde informatie of toegang tot plaatsen te verschaffen. Ook personen en entiteiten als politieke leiders, zakenlui, financiële instellingen, luchtvaartmaatschappijen en ngo's werd gevraagd mee te werken.

## Verwante resoluties
- Resolutie 1356 Veiligheidsraad Verenigde Naties (2001)
- Resolutie 1407 Veiligheidsraad Verenigde Naties
- Resolutie 1474 Veiligheidsraad Verenigde Naties (2003)
- Resolutie 1519 Veiligheidsraad Verenigde Naties (2003)

Lijst ·  1387 ·  1388 ·  1389 ·  1390 ·  1391 ·  1392 ·  1393 ·  1394 ·  1395 ·  1396 ·  1397 ·  1398 ·  1399 ·  1400 ·  1401 ·  1402 ·  1403 ·  1404 ·  1405 ·  1406 ·  1407 ·  1408 ·  1409 ·  1410 ·  1411 ·  1412 ·  1413 ·  1414 ·  1415 ·  1416 ·  1417 ·  1418 ·  1419 ·  1420 ·  1421 ·  1422 ·  1423 ·  1424 ·  1425 ·  1426 ·  1427 ·  1428 ·  1429 ·  1430 ·  1431 ·  1432 ·  1433 ·  1434 ·  1435 ·  1436 ·  1437 ·  1438 ·  1439 ·  1440 ·  1441 ·  1442 ·  1443 ·  1444 ·  1445 ·  1446 ·  1447 ·  1448 ·  1449 ·  1450 ·  1451 ·  1452 ·  1453 ·  1454